# Cmentarz wojenny nr 264 – Szczurowa
Cmentarz wojenny nr 264 – Szczurowa – austriacki cmentarz wojenny z okresu I wojny światowej znajdujący się we wsi Szczurowa w województwie małopolskim, w powiecie brzeskim, w gminie Szczurowa. Jest jednym z 400 zachodniogalicyjskich cmentarzy wojennych zbudowanych przez Oddział Grobów Wojennych C. i K. Komendantury Wojskowej w Krakowie. W VIII okręgu brzeskim cmentarzy tych jest 52.

## Opis cmentarza
Projektantem był Robert Motka. Cmentarz znajduje się na cmentarzu parafialnym przy drodze Szczurowa – Brzesko i składa się z dwóch kwater. Pierwsza kwatera (przy drodze) ma kształt prostokąta. Pierwotnie linię ogrodzenia tworzyły niskie betonowe słupki oraz  nagrobki, pomiędzy które nasadzono żywopłot. Żywopłot ostał się tylko we fragmentach. Nagrobki mają postać betonowych, ażurowych steli z betonowymi krzyżami w środku i tabliczkami imiennymi u podstawy. Są dwa rodzaje tych krzyży: jednoramienne (łacińskie) i dwuramienne (lotaryńskie). Bramka w postaci zwieszającego się grubego łańcucha między dwoma słupkami. Od bramki alejka prowadząca do pomnika centralnego mającego postać betonowego postumentu z wkomponowanym krzyżem łacińskim. Na postumencie tablica inskrypcyjna z datą i napisem:
1914-1915

UNS KAM DER FRIEDE

EILIGER ALS EUCH
W tłumaczeniu oznacza to: Wyruszyliśmy na wojnę, a znaleźliśmy pokój.
Oprócz nagrobków umieszczonych w linii ogrodzenia są jeszcze dwa takie same nagrobki po obu stronach pomnika centralnego oraz mogiła rosyjskiego oficera kapitana Alejnikowa. Jest to dwuramienny krzyż lotaryński znajdujący się za pomnikiem centralnym w tylnej linii ogrodzenia. 
Ponadto na cmentarzu umieszczono mogiłę mieszkających przed II wojną światową w Szczurowej Romów, których zamordowali Niemcy w 1943 r. Ma postać ciosanego głazu, na którym zamontowano tablicę z napisem: Zbiorowa mogiła 93 mieszkańców Szczurowej zamordowanych przez hitlerowców w dniu 03-VII-1943 roku. Cześć ich pamięci. Obok głazu krzyż z tablicą, na której jest napis: 3-VII-1943 – 10.VII.1993 w 50-tą rocznicę zamordowania Cyganów-Romów podczas okupacji hitlerowskiej. Hołd modlitewny składają mieszkańcy Szczurowej.
Druga kwatera cmentarza wojennego nr 264 jest bardzo podobna to pierwszej. Ma kształt kwadratu i jest nieco mniejsza. Ma identycznego kształtu ażurowe i wykonane z betonu nagrobki, ale wszystkie znajdują się wyłącznie w linii ogrodzenia. Również pomnik centralny taki sam jak w kwaterze pierwszej, odróżnia się tylko tekstem na tablicy inskrypcyjnej. W tłumaczeniu na język polski: 1914-1915. Pokój przyszedł do nas, wcześniej niż do Was.

## Polegli
Na obydwu kwaterach jest łącznie 17 grobów pojedynczych i 10 zbiorowych.  Pochowano w nich 72 żołnierzy armii austro-węgierskiej i 43 żołnierzy armii rosyjskiej. Zidentyfikowano 63, w większości żołnierzy armii austro-węgierskiej. Walczyli w różnorodnych jednostkach wojskowych. Wszyscy polegli w grudniu 1914 r., lub na początku 1915 r., ale przed bitwą pod Gorlicami, która rozpoczęła się  2 maja 1915 r.

## Galeria zdjęć

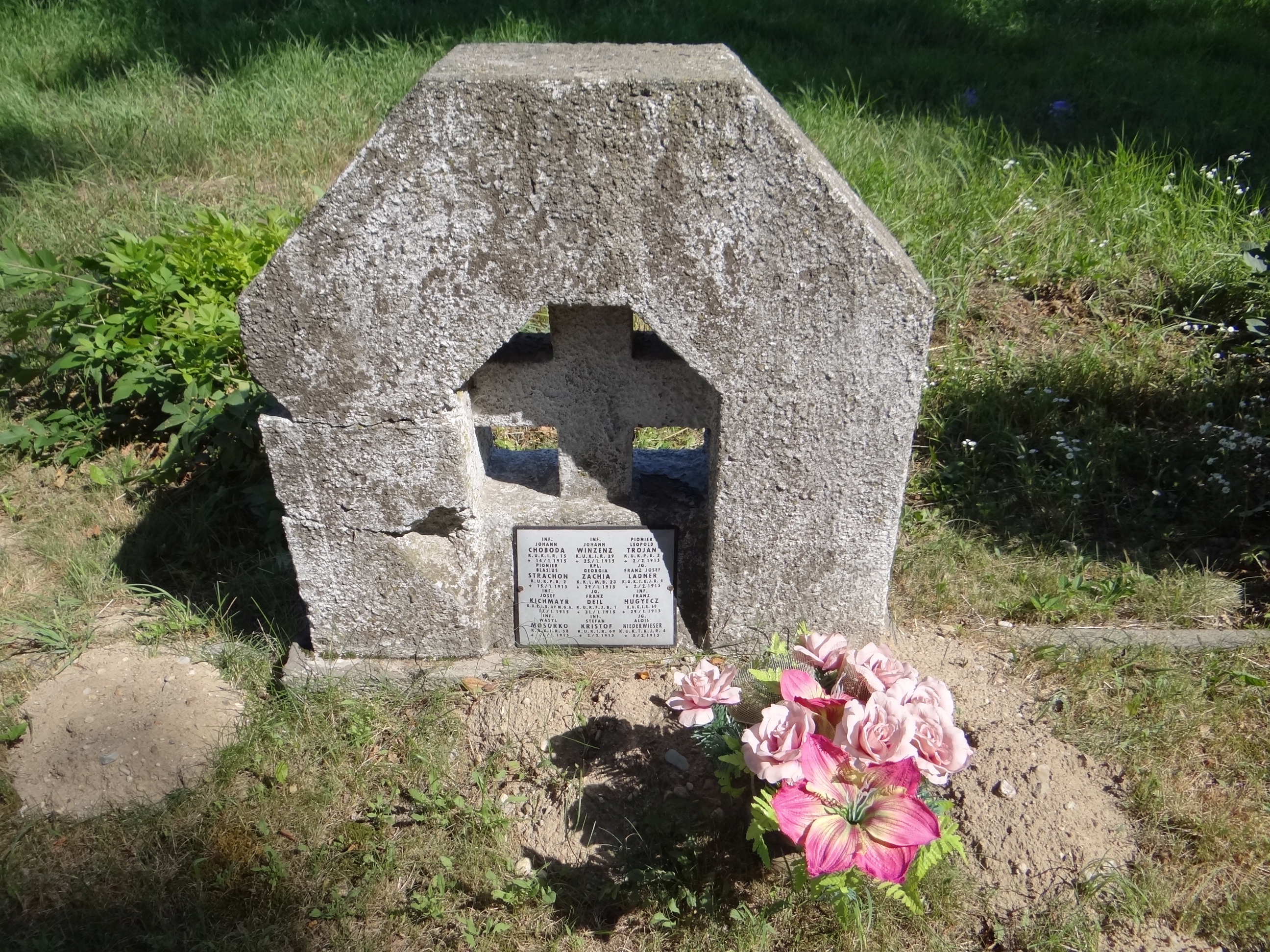
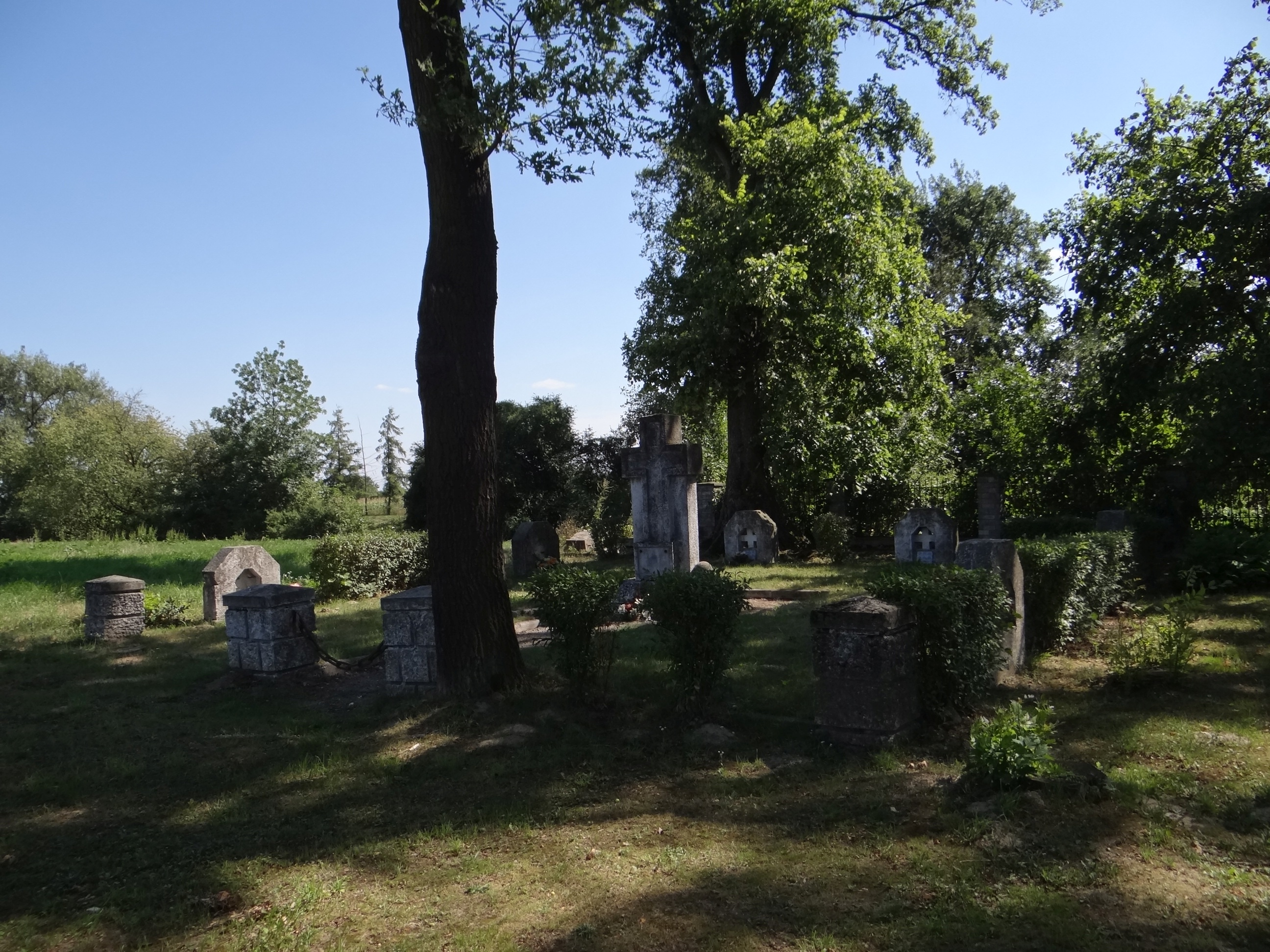
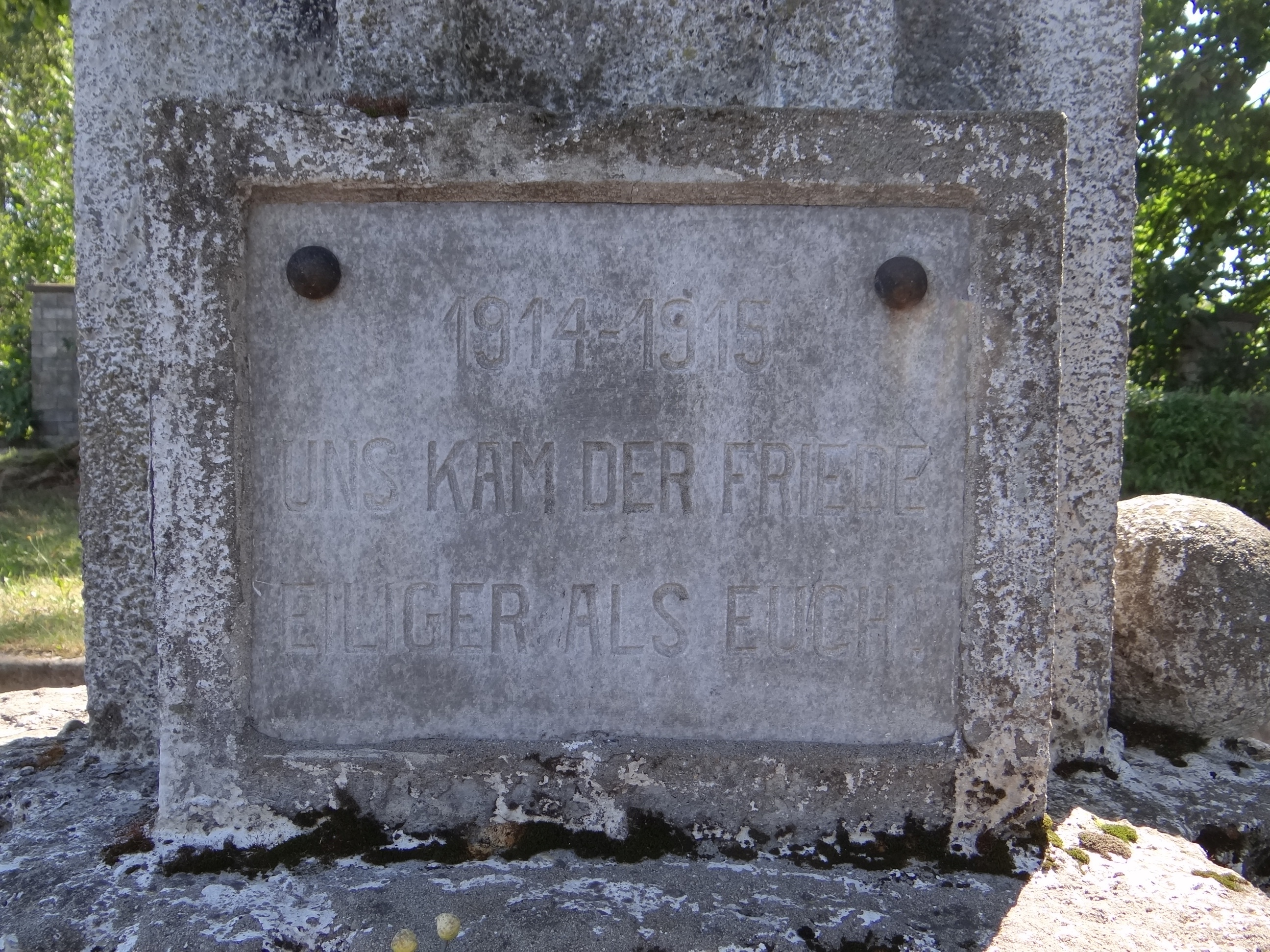
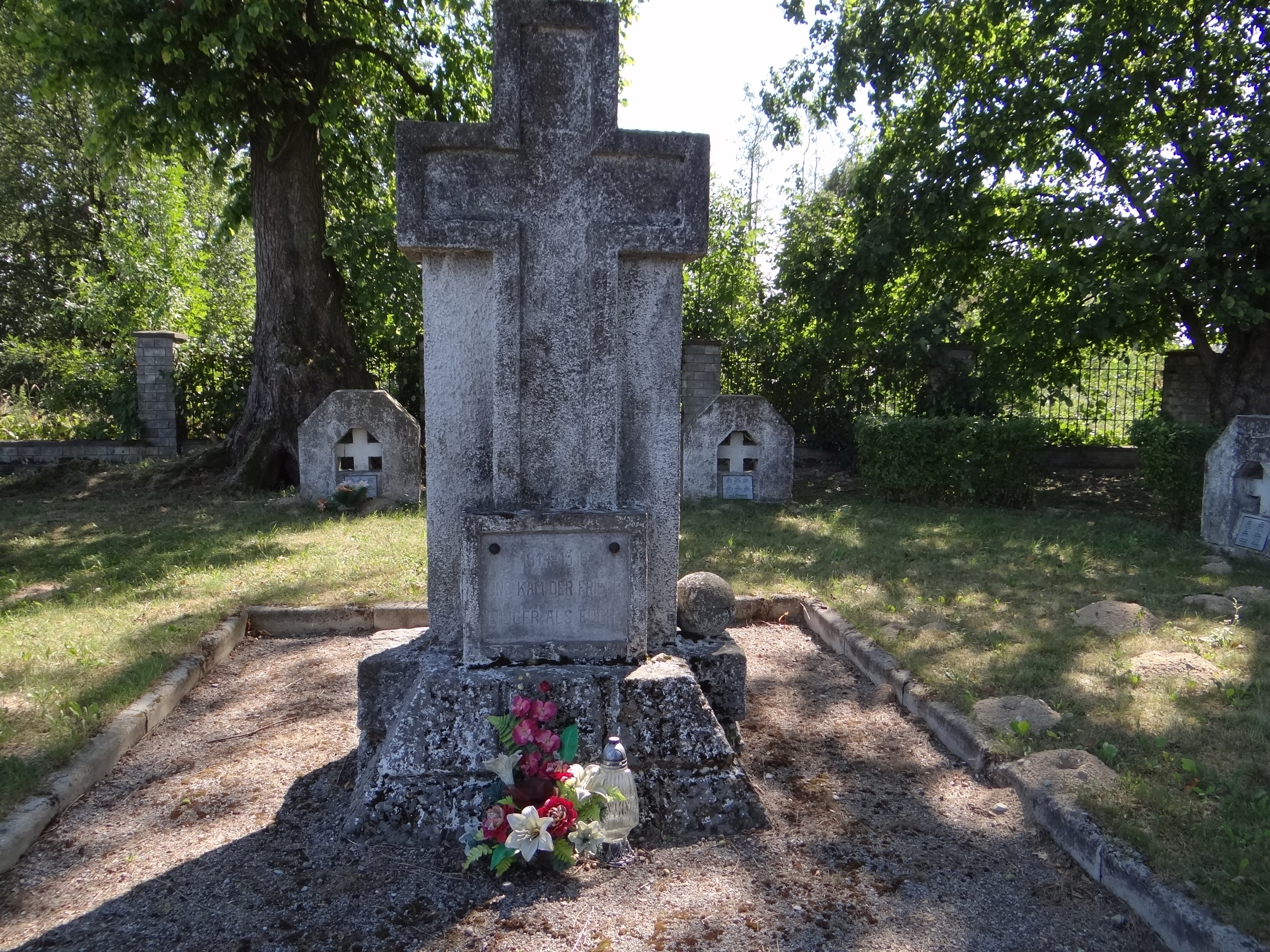